# 北海道さっぽろ「食と観光」情報館

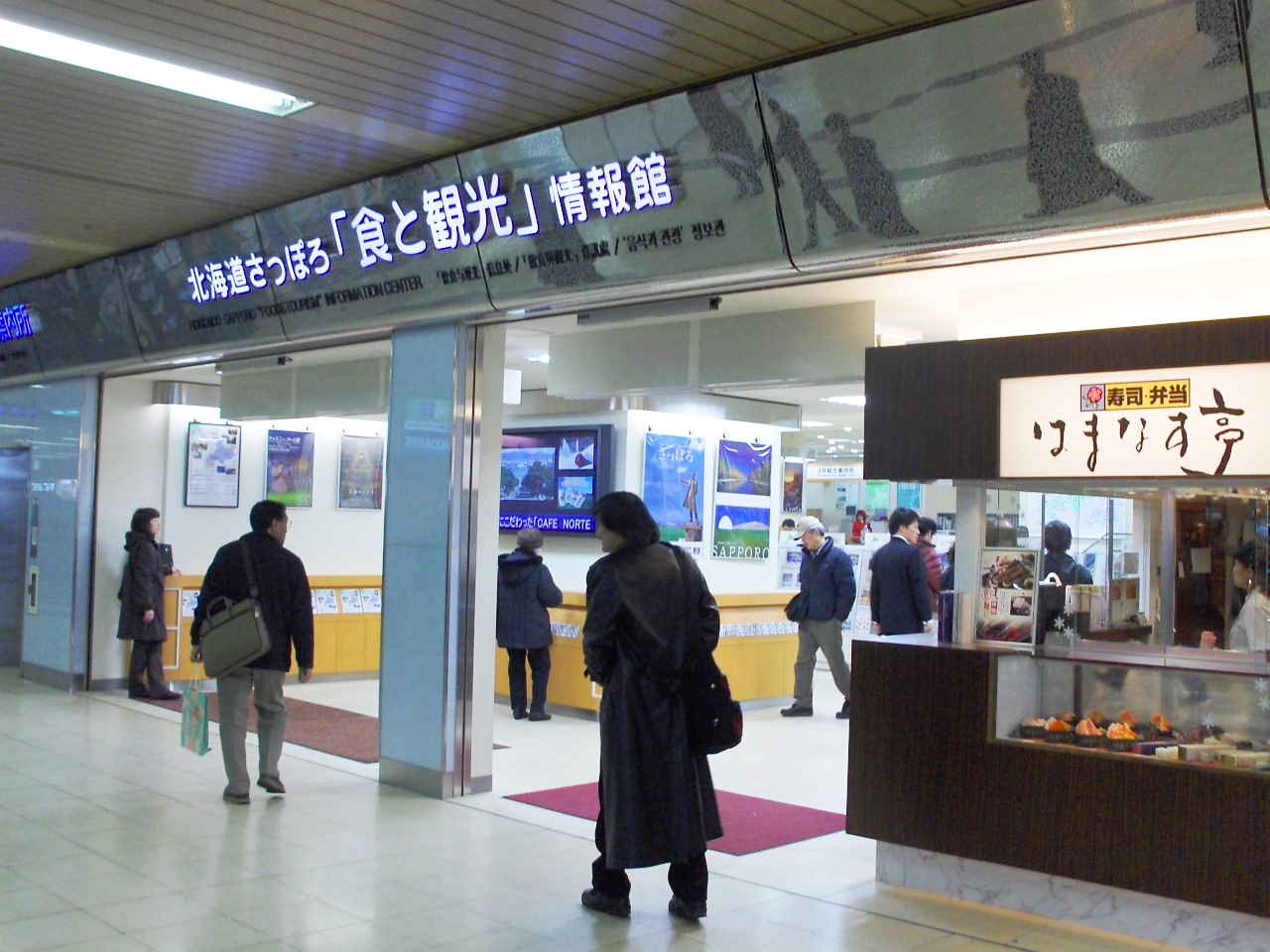
北海道さっぽろ「食と観光」情報館入口

北海道さっぽろ「食と観光」情報館（ほっかいどうさっぽろしょくとかんこうじょうほうかん）は、北海道札幌市北区北6条西4丁目・JR札幌駅構内にある施設。愛称は「KitaBell（キタベル）」。JR札幌駅1階、西コンコース北口付近に位置する。訪れる人々へパンフレットや各販売店舗など、北海道の観光の案内及び食材のPRを行っている。2007年2月1日開設。都道府県（北海道）・市町村（札幌市）・JR（北海道旅客鉄道）の3団体が協力して設立した施設としては、日本初のものである。

## 概要
札幌市が北海道・JR（北海道旅客鉄道）と連携し、2007年2月1日に開設した北海道さっぽろ「食と観光」情報館は、観光・食・福祉などが複合した北海道の魅力を発信する拠点となる施設である。設置面積は1165平方メートル。情報館全体の開館時間は午前8時30分から午後8時まで、年中無休で運営される。その他、情報館に併設するJR総合案内所は午前8時30分から午後7時まで、年中無休で運営され、福祉ショップ「いこ～る」は午前9時から午後8時まで、毎月第2・第4水曜日を休日とする。設置主体は北海道と札幌市、運営主体はJR北海道と北海道さっぽろ観光案内所運営協議会（観光）、株式会社札幌振興公社（軽食）、社団法人札幌市手をつなぐ育成会（福祉）、社団法人北海道貿易物産振興会（物産）の各団体である。

## 施設内機能
情報館内は、北海道さっぽろ観光案内所（「観光」エリア）、北海道どさんこプラザ札幌店（「食」エリア）、「CAFE NORTE Sapporo」・PRスペース（「食と観光」エリア）、福祉ショップ「いこ～る」（福祉コーナー）が主な機能である。
北海道さっぽろ観光案内所は北海道内の催し物や観光の案内となるパンフレットが設置されており、無料で持ち帰ることができる。これらパンフレットは英語、中国語、韓国語の3ヶ国語で書かれたものも常備しており、これら3ヶ国語で対応することができる案内所のスタッフも常駐している。スタッフはボランティアとして働いている人もいる。観光案内所としては2007年2月現在で日本最大のもの。JR総合案内所も隣接し、各旅行者への対応も整っている。YOSAKOIソーラン祭り・さっぽろ雪まつりコーナーも設けられており、パンフレットの入手や映像の視聴が可能なほか、北海道遺産を紹介するパネルの展示なども行われている。この雪まつり・YOSAKOIコーナーは入口付近にあり、観光案内所カウンターとJR総合案内所はその奥に位置する。
北海道どさんこプラザでは北海道内各地における特産品の展示・販売を行っている。この場所にはそれまで「はまなすらんど（北海道観光物産センター）」が位置しており、情報館の開設とともにリニューアルオープンへと至った。同プラザは東京都有楽町に以前からあった「北海道どさんこプラザ」の札幌支店となる店舗で、情報館のオープンに先駆け、2006年12月16日に先行して開店した。プラザはおよそ2000点の北海道にゆかりのある商品を販売。道産小麦「キタノカオリ」を使用してつくったベーグルや、北海道札幌市の菓子製造会社、石屋製菓の製造するクッキー「白い恋人」、北海道産の食材をふんだんに使用した弁当など、訪れた人々に北海道の「食」をアピールする。
「食と観光」エリアに位置するのは、北海道産の食材にこだわってつくる軽飲食が楽しめる、「CAFE NORTE Sapporo（カフェ・ノルテ・サッポロ）」がある。ここでは、白米やそのおかずまで全てが北海道産であるおにぎりセット、羊の肉を使用したラムバーガー、ソフトクリームや、コンテストで選ばれ札幌を代表する洋菓子となる「さっぽろスイーツ」など様々なメニューを注文することができる。ここではこの「さっぽろスイーツ」の食べ比べなどの催し物も行われる。さらに韓国語、中国語にも対応しているインターネットコーナーも完備するほか、CAFE NORTE Sapporoの隅にあるPRスペースでは、物産展などのイベントも行われる。
福祉コーナーでは福祉ショップ「いこ～る」が情報館のオープンとともに開店。北海道内およそ150の施設で身体に障害を持つ人々らが制作した製品を販売する。以前は「ライラックパセオ福祉コーナー」として運営していたが、情報館の開設とともにリニューアルオープンした。取り扱っている製品は、玩具などの木工品や花瓶などの陶芸品ほか。
また、北海道さっぽろ「食と観光」情報館では、2007年2月28日まで愛称を募集した。また2007年2月10日には、STVの広報番組「札幌ふるさと再発見」にも取り上げられるなどした。その後愛称の選考に509件の応募が集まり、「KitaBell（キタベル）」という愛称に決定した。この名称には、北海道の頭文字である「北（キタ）」と食を意味する「食べる（タベル）」、さらに旅をするという意味の「travel（トラベル）」という3つの意味合いを組み合わせたものである。ロゴマークにはベルに因んだ鐘のイラストが中央に描かれている。

## 参考・外部リンク
- 札幌の観光行政より、北海道さっぽろ「食と観光」情報館
- 札幌の観光行政、トピック・ニュースリリース